# Amiga CDTV
Amiga CDTV (CDTV, Commodore Dynamic Total Vision) – komputer zaprezentowany w marcu 1991 roku przez Commodore International. Był protoplastą komputerów typu „media center”.
Komputer był sprzedawany wraz z klawiaturą, myszką oraz specjalnym 28-przyciskowym pilotem. W zależności od wersji komputer wyposażano w mysz przewodową lub bezprzewodową. Mysz przewodowa miała 4-pinowe złącze typu Mini-DIN (inaczej niż Amiga 500). Bardzo często do zestawu dołączany był zewnętrzny napęd dyskietek. Podobnie jak we wcześniejszych modelach, CDTV obsługiwał dyskietki DD 3.5" i umożliwiał zapis 880 KB. Cały zestaw miał kolor czarny.
W Polsce, sprzęt zaprezentowano podczas targów mających miejsce w październiku 1991 roku. Początkowo narzekano na zbyt wysokie ceny programów oraz urządzenia, jednak w połowie 1993 roku gdy jej cena spadła do poziomu Amigi 500, zaczęła zyskiwać na popularności.
Dokumentacja dostarczana była zarówno w formie papierowej, jak i na płycie CD (pod nazwą The Welcome Disc), gdzie w prosty sposób objaśniano podstawy obsługi komputera. W celu podłączenia do komputera joysticków należało dokupić dedykowany interface. Amiga CDTV rozpowszechniana była z systemem operacyjnym Kickstart w wersji 1.3, dobrze znanym z Amigi 500. Obsługa wbudowanego CD-ROM była zapisana w osobnych kościach ROM (firmware), co przy wersji 1.0 powodowało pewne niedogodności przy uruchamianiu niektórych gier (np. The Settlers). Pewna część CDTV była wyposażona w "developer card" umożliwiający zaprogramowanie nowego firmware. Karta była dostępna wyłącznie dla projektantów Commodore oraz firm produkujących kioski informacyjne. Zmiana firmware umożliwia między innymi zainstalowanie nowszej wersji Kickstartu w postaci kości ROM (EPROM) lub przełącznika systemów (1.3/2.x lub 3.x). Ostatnia stabilna wersja firmware oznaczona jest numerem 2.9, wersje oznaczone jako 3.x są wersjami testowymi pracującymi zarówno z modelami o oznaczeniu CD-1000 jak i z nowszymi prototypami bazującymi na architekturze Amigi 600. Uszkodzenie firmware lub wyczyszczenie kości w karcie developerskiej objawiało się uruchomieniem ekranu powitalnego znanego z Amigi 500 lub nowszym. Firma Commodore nie zadbała o promocję tego urządzenia, zamykając sobie drogę do zdobycia zupełnie nowego rynku.
Przedsiębiorstwo Commodore rozpoczęło prace nad Amiga CDTV-CR (Cost Reduced), modelem mającym być zredukowaną wersją oryginału, jednak sprzęt ten nigdy nie został wydany.

## Akcesoria
Do Amigi CDTV Commodore wyprodukowało: dodatkowy CD-ROM, Video Genlock Card, Remote-Control Mouse (bezprzewodową mysz), Trackball Controller (trackball), Personal Memory Card (zapisywalną pamięć ROM w dwóch rozmiarach: 64 kB i 256 kB), Game Controller (bezprzewodowy przedłużacz do joysticków) oraz kontroler SCSI, który umożliwiał podpięcie dodatkowego CD-ROM lub twardego dysku.
Oprócz firmy Commodore akcesoria do CDTV produkowało wiele innych przedsiębiorstw i było to np. rozszerzenie pamięci czy karta procesorowa wyposażona w chip MC68020. W Polsce, przedsiębiorstwa Comer, Elbox i Elsat wyprodukowały własne joystick interface, czyli urządzenia pozwalające na podłączenie standardowych joysticków. Wspomniany wcześniej Elsat stworzył także rozszerzenie pamięci - Mega CDTV.

## Oprogramowanie
Razem z pojawieniem się Amigi CDTV Commodore opracowało nową strategię tworzenia oprogramowania, która brała pod uwagę niską rozdzielczość telewizyjną i ograniczenia firmowego pilota. Programy tworzone zgodnie z tą strategią przypominały współczesne aplikacje DVD. Miały duże elementy składowe interfejsu (menu) i tylko kilka z nich umieszczano na każdym ekranie. Były to pierwsze programy "multimedialne", w pełni wykorzystujące możliwości układów specjalizowanych Amigi. 
Na CDTV dostępne były multimedialne książki kucharskie, encyklopedie, słowniki. Commodore miało jednak duże problemy z promocją tego komputera i na Amigę CDTV powstały nieliczne gry i programy, co nie zachęcało konsumentów do kupna tego modelu.

## Dane techniczne
- CPU: Motorola MC68000 7,16 MHz (NTSC), 7,09 MHz (PAL)
- Pamięć:
  - 1 MB Chip RAM
  - ROM 256 kB z systemem operacyjnym KICKSTART 1.3
  - ROM 256 kB z CDTV firmware
- Chipset: OCS (Original Chip Set) + DMAC (obsługa CD-ROM)
- CD-ROM 1x

- Złącza/porty:
  - Model NTSC:
  - wyjście RF audio/video
  - wyjście Composite Video
  - wyjście S-Video (4-pinowy mini-DIN)

- Model PAL:
  - wyjście RF audio/video
  - wyjście Composite Video, oraz (w obydwu wersjach):
- analogowe wyjście RGB video
- stereofoniczne wyjście audio
- mysz (4-pinowy mini-DIN)
- klawiatura (5-pinowy mini-DIN)
- RS-232 port szeregowy (SERIAL)
- port równoległy (PARALLEL)
- port stacji dyskietek (FLOPPY)
- wejście i wyjście MIDI
- slot karty pamięci 64 kB lub 256 kB

## Emulacja Amigi CDTV
- WinUAE – pewne elementy emulacji CDTV są od pewnego czasu wprowadzane do emulatora Amigi, WinUAE
- Akiko – emulator oparty na WinUAE i przeznaczony dla systemu Microsoft Windows